# Tross (militär)

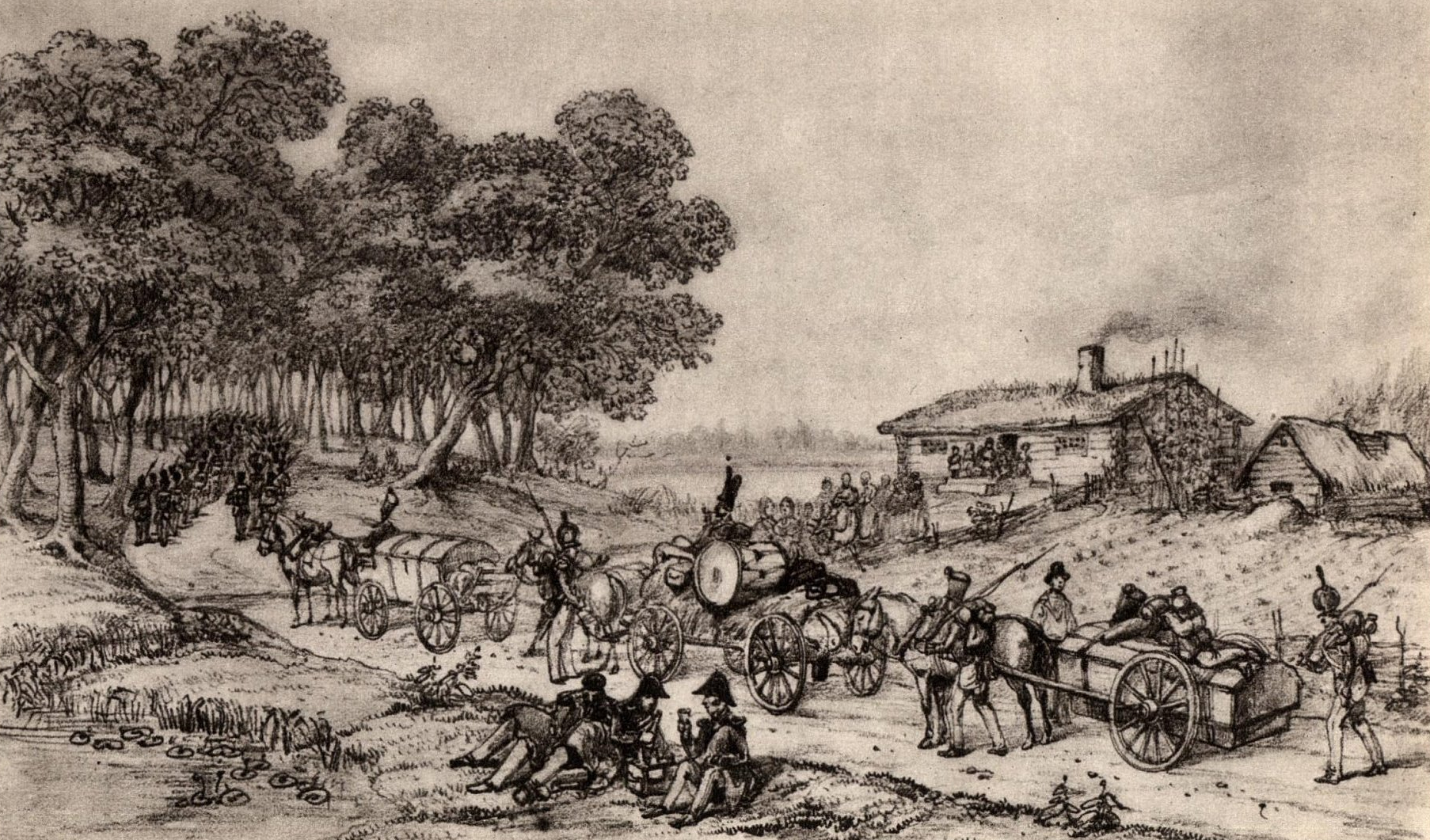
Svensk trosskolonn passerar ett soldattorp under 1840-talet. Teckning från 1845 av Alexander Clemens Wetterling. Nationalmuseum.

En tross var den utrustning och de fordon som ett militärt förband medförde i fält.

## Trossen i Sverige

### 1600-talet
Trossen, som förr endast innehöll personalens egna tillhörigheter, tält och livsmedel, var under lång tid mycket omfattande. Under 1600-talet ingick en stor del av personalens familjer i trossen. Under indelningsverket ansvarade rotehållare och rusthållare för att anskaffa och underhålla trossen för manskapet vid respektive regemente. I övrigt anskaffades den av kronan eller av officerarna i fråga om hästar och utrustning.
Trossens storlek bestämdes genom tågordningen. Enligt tågordningen från 1696 hade ett infanteriregemente med fördubblingsbefäl 137 officersdrängar (kalfaktorer), 72 kompanitrosspojkar, 290 officershästar (varje officer hade minst en ridhäst) och 104 draghästar. Ett kavalleriregemente hade (förutom 204 befälsridhästar) 200 draghästar och 424 trossklippare med en personal av 33 kompanibetjänter, 157 officersdrängar och 200 trossdrängar (en per fem ryttare). Förutom den reglementerade trossen kunde en särskild tross av livsmedel och dylikt föras med.

### 1700-talet
Nya bestämmelser om trossen gavs ut 1714 och 1717 och år 1718 kunde tex Stabstrossen vid ett regemente bestå av en kassavagn, en kassakista, en sjukvagn, fyra kvarnvagnar, en instrumentlåda, fyra vakttält, fanor eller standar, en större och en mindre fältkista. På varje kompani skulle det sedan finnas underofficerstält, manskapstält samt musköttält, vattensäckar, packsadlar, brödkorgar, brödsäckar, krutsäckar, kvartersfanor, marketentarvagn, sågar, yxor, hackor med pikar, trosshästar, trossdrängar, ränselvagn, kulvagn, ammunitionsvagn, fotsäckar, liar, hästtäcken, selar och anspann mm. Reglementen angående trossens storlek och beskaffenhet beslutades 1752 och 1776 samt trossplaner 1807, 1813 och 1852. Trossen inordnades 1877 i det då bildade trängväsendet.

### Modern tid
Ordet tross används i modern tid i namnet på militära förband som har underhåll som huvuduppgift.

## Kvinnor i trossen

### Allmänt
I likhet med övriga europeiska arméer innefattade även den svenska armén en stor närvaro av kvinnor i fält, och dessa benämndes då som Trossen. Under medeltiden var det normalt i hela Europa att armén åtföljdes av kvinnor i fält.  
Dessa utgjordes av hustrur till både befäl och soldater, prostituerade kvinnor, och kvinnor som livnärde sig på att tvätta, sy, laga mat och sälja andra hushållstjänster.
Eftersom de militära myndigheterna under äldre tid inte erbjöd soldaterna någon gemensam bespisning eller andra förnödenheter, var det upp till den enskilde soldaten att själv förse sig med mat och kläder, och eftersom matlagning, tvätt, sömnad, sjukvård och andra hushållssysslor inte ansågs lämpliga för män, fick dessa sysslor skötas av kvinnor som följde armén, i vardagligt tal kallade "trossen". Kvinnorna uppfattades som nödvändiga för arméns hushållssystem och sågs som en självklar del av det militära livet, även om de periodvis utsattes för hårda restriktioner. De kvinnor som sålde förnödenheter och sexuella tjänster ansågs också vara en viktig del av armédisciplinen, eftersom de ansågs utgöra en dämpande effekt på de plundringar och sexuella övergrepp på lokalbefolkningen som annars ansågs kunna bli en oundviklig konsekvens.
Med framväxten av de nationella arméerna under 1500-talet reglerades kvinnornas närvaro, och en vanlig trend var att soldathustrurna premierades medan de prostituerade kvinnorna och andra som inte var gifta med soldater uteslöts. I praktiken var det dock vanligt att de så kallade "lägerskökorna" accepterades av befälen. Utvecklingen var snarlik i de flesta länder i Europa.

### Sverige
I den svenska armén nämns inte uttryckligen om kvinnor följde armén ut i fält under krigståg på 1500-talet. Reglementet nämner inte kvinnor, och Gustav Vasa föredrog att anställa ogifta legoknektar om möjligt. I praktiken tros de ha varit ett så normalt inslag i militärlivet att de inte uppmärksammades. 
Att döma av till exempel bevarade listor på hur många personer som förplägades då armén och dess följe bespisades, är det noterat att ett betydligt större antal personer än antalet soldater fick mat, även om det inte nämns vilka dessa övriga personer var. Förhållandet var detsamma i den jämförbara danska armén, och under fälttåget vintern 1567–1568 under nordiska sjuårskriget nämns hur en "landsknektskvinna" föder sitt barn i Holaveden: hon nämns av Axel Gyldenstjerne i en krönika av Jon Tursen och Peder Hegelund.

#### 1621–1798
I Krigsartiklarna 1621 får soldater uttryckligen tillstånd att ta med sig sina hustrur i fält, medan prostituerade förbjuds, och samma förhållningsorder upprepas i 1683 års krigsartiklar. Under trettioåriga kriget åtföljdes den svenska armén i Tyskland omvittnat av ett mycket stort antal kvinnor. James Turner, en skotte i svensk tjänst, beskrev dem i tre kategorier: hustrur till högre befäl, som färdades i vagn; prostituerade, som färdades till häst efter bagaget; och soldathustrur, som gick till fots bredvid trossen och spelade i viktig roll i arméns hushållssystem.
Kvinnor fanns närvarande i fält vid samtliga av Sveriges krig under samma sekel. De högre befälens hustrurs uppgift var främst att upprätthålla ett representativt sällskapsliv även i fält, och bland dem fanns bland andra Agneta Horn och hennes mor. Även inom den svenska armén delade man den vanliga europeiska synen att kvinnorna stärkte disciplinen och dämpade soldaternas övergrepp på lokalbefolkningen genom att förse soldaterna med förplägning, hushållstjänster och sexuella tjänster, men myndigheter och enskilda befäl försökte ständigt motarbeta de prostituerade till förmån för soldathustrur, bland annat genom giftermål. 
År 1700 förbjöd Karl XII alla kvinnor att närvara i fält. De enda undantagen var marketenterskorna, som hade de militära myndigheternas tillstånd att sälja livsmedel, brännvin och tobak. Detta förbud var dock helt verkningslöst, och hustrur till militärer på alla nivåer följde med sina makar under hela det stora nordiska kriget, dessutom med kvinnligt tjänstefolk. Det påpekas dock att kvinnorna i den svenska armén var betydligt färre till antalet än i till exempel den samtida sachsiska. En berömd episod ägde rum då Karl XII den 20 juni 1708 gav order om att samtliga kvinnor i armén, som då officiellt endast bestod av marketenterskor, skulle lämnas bakom då armén korsade floden Beresina till Ryssland, och återvända till Sverige. Kvinnorna korsade dock floden en mil längre upp och återförenades snart med armén, och en stor koloni svenska kvinnor och barn tillbringade några år senare fångenskapen med sina män i Ryssland.

#### Senare tid
Under 1700-talet professionaliserades och byråkratiserades de nya nationella arméerna allt mer i Europa, och allteftersom arméledningen började organisera ett militärt kollektivt hushållssystem i fält samtidigt som staten började organisera försörjning för soldathustrur i hemlandet, började kvinnors närvaro i fält förminskas allt kraftigare som det nya hushållssystemet gjorde deras närvaro oberättigad. I många länder, bland annat i Danmark, utfärdades också förbud för soldater att gifta sig utan tillstånd, för att undvika att dessa förde med sig hustrur i fält.
Denna utveckling fortgick under hela seklet i de flesta länder i Europa och kulminerade vid sekelskiftet 1800, då de flesta europeiska arméer endast tillät marketenterskor med militärt tillstånd att följa armén. Det finns inga uppgifter om att kvinnor ska ha följt den svenska armén under Pommerska kriget 1757–1762, men däremot tycks soldathustrur ha funnits närvarande i fält under Gustav III:s ryska krig, om än i kraftigt begränsat antal.
I 1798 års Krigsartiklar nämns marketenterskorna som de enda kvinnor med tillstånd att åtfölja armén, och i kommunikationsrullorna för livgardet som kommenderades till Tyskland 1805–1806 nämns till slut uttryckligen att hustrurna lämnades hemma. Under 1800-talet var det som regel endast ogifta yrkeskvinnor som fick följa Europas arméer i fält, sedan de fått tillstånd för ett yrke som bedömdes nödvändigt för armén: detta var först endast det som marketenterska, från 1850-talet också som sjukvårdare. Prostituerade fortsatte informellt också följa armén trots de upprepade förbuden.
Förutom de kvinnor som offentligt följde armén i fält, har kvinnor också trots förbudet tjänstgjort som soldater utklädda till män, både i Sverige och i övriga Europa.